# Lijst van rijksmonumenten in Best
De plaats en gemeente Best telt 25 inschrijvingen in het rijksmonumentenregister. Hieronder een overzicht. 
| Object | Oorspronkelijke functie?  | Bouwjaar                        | Architect                  | Locatie                   | Coördinaten?                  | Nr.?   | Afbeelding                                                                                    |
| --- | ------------------------- | ------------------------------- | -------------------------- | ------------------------- | ----------------------------- | ------ | --------------------------------------------------------------------------------------------- |
| Molen van Den Otter/ De Volharding, ronde bakstenen stellingmolen, met kap en wieken herbouwd in 2011                                                        | Industrie- en poldermolen | ca. 1850                        |                            | Molenstraat 1b            | 51° 30' 34" NB, 5° 23' 41" OL | 9437   | Meer afbeeldingen                                                                             |
| Brabantse langgevelboerderij. Schilddak met riet en pannen gedekt. In het woongedeelte vensters met luiken en 25-ruitsschuiframen. In de stal een zijbaander | Boerderij                 | 18e eeuw                        |                            | Klaverhoekseweg 6         | 51° 31' 13" NB, 5° 24' 11" OL | 9438   | Meer afbeeldingen                                                                             |
| Landarbeiderswoning onder met riet en pannen gedekt wolfdak. In de voorgevel een venster met luiken, wisseldorpel en kleine roedenverdeling                  | Boerderij                 | 18e eeuw                        |                            | Molenkampseweg 10         | 51° 31' 43" NB, 5° 24' 19" OL | 9439   | Meer afbeeldingen                                                                             |
| Perceelsgedeelte van de boerderij van het Brabantse langgeveltype                                                                                            | Boerderij                 |                                 |                            | St. Oedenrodeseweg 13     | 51° 31' 13" NB, 5° 24' 4" OL  | 9440   | Perceelsgedeelte van de boerderij van het Brabantse langgeveltype                             |
| Boerderij van het Noord-Brabantse langgeveltype | Boerderij                 | 1686 (jaartalankers)            |                            | Sint Oedenrodeseweg 15    | 51° 31' 14" NB, 5° 24' 5" OL  | 9441   | Meer afbeeldingen                                                                             |
| Boerderij van het Noord-Brabantse langgeveltype. Ramen met kleine roedenverdeling                                                                            | Boerderij                 |                                 |                            | Sint Franciscusweg 9      | 51° 30' 42" NB, 5° 22' 21" OL | 9442   | Meer afbeeldingen                                                                             |
| St. Annakapel | Kapel                     | 1628                            |                            | Kapelweg 30               | 51° 30' 39" NB, 5° 21' 36" OL | 9443   | Meer afbeeldingen                                                                             |
| Burghoef | Boerderij                 | 1789 (jaartal)                  |                            | Hoefweg 4                 | 51° 30' 11" NB, 5° 21' 36" OL | 9444   | Meer afbeeldingen                                                                             |
| Terrein waarin twee grafheuvels | Archeologisch monument    | waarschijnlijk vroege Bronstijd |                            |                           | 51° 29' 29" NB, 5° 22' 32" OL | 45077  | Upload foto                                                                                   |
| Schoenfabriek Bata: de schoenfabriek | Industrie                 | 1934                            |                            | Europaplein 1             | 51° 29' 27" NB, 5° 24' 2" OL  | 512318 | Schoenfabriek Bata: de schoenfabriek                                                          |
| Schoenfabriek Bata: kantoor | Handel en kantoor         | 1938                            |                            | Europaplein 1             | 51° 29' 27" NB, 5° 24' 2" OL  | 512319 | Schoenfabriek Bata: kantoor                                                                   |
| Heilige Odulphus | Kerk en kerkonderdeel     | bouwjaar=1880-1911              | K. Weber                   | Hoofdstraat 33            | 51° 30' 42" NB, 5° 23' 29" OL | 512321 | Meer afbeeldingen                                                                             |
| Pastorie bij de R.K. kerk H. Odulphus | Kerkelijke dienstwoning   | 1856 en 1911                    | K. Weber                   | Hoofdstraat 35            | 51° 30' 42" NB, 5° 23' 27" OL | 512322 | Pastorie bij de R.K. kerk H. Odulphus                                                         |
| Dubbele dienstwoning met garage voor hoger personeel in de stijlvormen van het functionalisme                                                                | Dienstwoning              | 1933                            |                            | Batalaan 1                | 51° 29' 32" NB, 5° 23' 50" OL | 512323 | Dubbele dienstwoning met garage voor hoger personeel in de stijlvormen van het functionalisme |
| Batalaan 5-7: Dubbele dienstwoning Type III | Dienstwoning              | 1935                            | vermoedelijk Antonín Vítek | Batalaan 5-7              | 51° 29' 30" NB, 5° 23' 46" OL | 512324 | Meer afbeeldingen                                                                             |
| Dienstwoning voor hoger personeel | Dienstwoning              | 1941                            | Rossmanith                 | Batalaan 8a               | 51° 29' 29" NB, 5° 23' 45" OL | 512326 | Dienstwoning voor hoger personeel                                                             |
| Langgevelboerderij met dwarsdeel en twee schuren | Boerderij                 | 1875-1900                       |                            | Broekstraat 42            | 51° 31' 16" NB, 5° 22' 39" OL | 512327 | Langgevelboerderij met dwarsdeel en twee schuren                                              |
| Dubbele dienstwoning | Dienstwoning              | 1933                            | vermoedelijk Antonín Vítek | Europaplein 12            | 51° 29' 33" NB, 5° 23' 52" OL | 512328 | Dubbele dienstwoning                                                                          |
| Woonhuis en kantoor met tuin | Woonhuis                  | 1942                            | C. Geenen                  | Hoofdstraat 68            | 51° 30' 40" NB, 5° 23' 21" OL | 512329 | Woonhuis en kantoor met tuin                                                                  |
| Langgevelboerderij met dwarsdeel | Boerderij                 | 1850-1875                       |                            | Sint Oedenrodeseweg 30a   | 51° 31' 30" NB, 5° 24' 16" OL | 512330 | Langgevelboerderij met dwarsdeel                                                              |
| Schoenfabriek Bata: dienstwoning voor lager personeel | Dienstwoning              | 1938-1939                       | Antonín Vítek              | Welvaartstraat 10         | 51° 29' 31" NB, 5° 23' 39" OL | 512332 | Meer afbeeldingen                                                                             |
| Schoenfabriek Bata: dienstwoning voor lager personeel | Dienstwoning              | 1938-1939                       | Antonín Vítek              | Wilhelminakanaalstraat 17 | 51° 29' 33" NB, 5° 23' 45" OL | 512333 | Schoenfabriek Bata: dienstwoning voor lager personeel                                         |
| Beeld van de H. Odulphus | Kerk en kerkonderdeel     | ca. 1911                        |                            | Hoofdstraat bij 35        | 51° 30' 42" NB, 5° 23' 27" OL | 515261 | Beeld van de H. Odulphus                                                                      |
| Schoenfabriek Bata, de kousenfabriek | Industrie                 | 1938                            |                            | Europaplein 1             | 51° 29' 27" NB, 5° 24' 2" OL  | 515262 | Meer afbeeldingen                                                                             |
| De Armenhoef | Boerderij                 | 1263                            |                            | Oirschotseweg 117         | 51° 30' 20" NB, 5° 21' 27" OL | 532056 | Meer afbeeldingen                                                                             |

's-Hertogenbosch ·
Alphen-Chaam ·
Altena ·
Asten ·
Baarle-Nassau ·
Bergeijk ·
Bergen op Zoom ·
Bernheze ·
Best ·
Bladel ·
Boekel ·
Boxtel ·
Breda ·
Cranendonck ·
Deurne ·
Dongen ·
Drimmelen ·
Eersel ·
Eindhoven ·
Etten-Leur ·
Geertruidenberg ·
Geldrop-Mierlo ·
Gemert-Bakel ·
Gilze en Rijen ·
Goirle ·
Halderberge ·
Heeze-Leende ·
Helmond ·
Heusden ·
Hilvarenbeek ·
Laarbeek ·
Land van Cuijk ·
Loon op Zand ·
Maashorst ·
Meierijstad ·
Moerdijk ·
Nuenen, Gerwen en Nederwetten ·
Oirschot ·
Oisterwijk ·
Oosterhout ·
Oss ·
Reusel-De Mierden ·
Roosendaal ·
Rucphen ·
Sint-Michielsgestel ·
Someren ·
Son en Breugel ·
Steenbergen ·
Tilburg ·
Valkenswaard ·
Veldhoven ·
Vught ·
Waalre ·
Waalwijk ·
Woensdrecht ·
Zundert